# Klaas Halbertsma
Klaas Tjalling Antoon (Klaas) Halbertsma (Delft, 4 februari 1928 - Velp, 29 december 2009) was een Nederlands ingenieur, organisatieadviseur, en bijzonder hoogleraar in de organisatiekunde aan de Universiteit Twente te Enschede.

## Levensloop
Klaas Halbertsma is een telg uit het Fries patriciërsgeslacht Halbertsma. Zijn vader was medisch doctor en oogarts Klaas Tjalling Agnus Halbertsma (1896-1963) in Delft. 

Hij studeerde elektrotechniek aan de Technische Hogeschool Delft begin jaren 50 van de twintigste eeuw. Van 1961 tot 1963 volgde hij de Interacademiale Opleiding Organisatiekunde bij het Sioo, en ging hierna werken als organisatieadviseur.
Van 1973 tot 1989 was Halbertsma zelf rector bij de Sioo, die toen was gevestigd in het Bouwcentrum van Rotterdam. In die tijd bestond het Sioo uit een staf van vijf mensen die allemaal werkten aan de postdoctorale opleiding. In de inleiding van het boek "Sioo 40 jaar" schreef Halbertsma over zijn eerste SIOO vergadering:
"Mijn eerste vergadering voelde als een ramp. De docenten waren heel knap, zo lieten zij overduidelijk weten. Ze beschikten over veel kennis en theorietjes die ze met grote zekerheid poneerden. Organisatieadvisering ging, volgens hen, om ‘onzekerheidsreductie bij de klant’. Het enige wat ik kon bedenken was dat een mate van ‘zekerheidsreductie’ bij de docenten ook enige aandacht vroeg."
In 1978 werd hij aangesteld als bijzonder hoogleraar aan de Technische Hogeschool Twente. In 1993 ging hij hier met emeritaat.

### Familie
Klaas Halbertsma was eerst getrouwd met de kunstenares Eefke Meijburg en later hertrouwd met Margaretha Annie Hendrika Boeijinga. Later was hij partner van Corine van Bennekom-Nuijten.

## Publicaties
- 1973. Bundel uitgereikt bij de viering van het derde lustrum van de S.I.O.O.. Met W.J.E. van den Bunt en C. Niepoth.
- 1976. Organisatiewetenschap en praktijk. Met Pieter Verburg, Pierre Malotaux, J.L. Boers (red.). Leiden : Stenfert Kroese.
- 1977. Macht in en rond organisaties. Met Adriaan van de Bunt en Maurits Mulder (red.). Alphen aan den Rijn : Samsom.
- 1978. Omgaan met ideeën. Inaugurele rede Technische Hogeschool Twente.
- 1989. De universiteit heeft veel te leren: een poging tot het openbreken van de discussie over vraagstukken van universitaire identiteit, organisatie, verandering en leiding : met oproep aan de lezers. Met H.J.G. Verhallen en G.F. Bernaert.
- 1998. Sioo 40 jaar Sioo: lustrumuitgave 1998. Met Saskia J.M. Cortlever-Keus.

Artikelen
- 1989. "Het wetenschappelijke onderwijs onder de loep". Met Léon de Caluwé. In: M&O (1989/6). pp.429-445.